# رايس بويان
رايس بويان (بالإنجليزية: Rais Bhuiyan) (بالبنغالية: রইস ভূঁইয়া) من مواليد سبتمبر 1973، هو مواطن أمريكي مسلم ذو أصول بنغلاديشية. تعرض بويان لإطلاق النار من قبل مارك أنثوي سترومان بعد أحداث 11 سبتمبر، وذلك في محاولة منه لقتله انتقاما لضحايا 11 سبتمبر، ولكن بويان نجا من الموت وفقد البصر في إحدى عينيه.
حاز بويان على انتباه وسائل الإعلام بعدما كشف أنه سيلجأ إلى المحكمة لإنقاذ حياة سترومان من عقوبة الإعدام. وعلق قائلا: «في الإسلام، إنقاذ حياة إنسان واحد هي بمثابة إنقاذ البشرية جمعاء. بعدما سامحته على فعلته، كل هذه المبادئ شجعتني على الذهاب أبعد من ذلك ووقف إعدامه وإنقاذ حياة إنسان آخر». وقام بإنشاء حركة لإنقاذ حياة مارك وأسماها عالم بلا كراهية وعملت مع منظمة العفو الدولية.

## محاولة قتله
كان بويان قد إنتقل من نيويورك إلى تكساس. وبعد هجمات 11 سبتمبر، قام مارك أنتوني سترومان بعدة عمليات قتل متتالية لأشخاص كان يظنهم عربا وذلك بنية واضحة وهي الانتقام من هجمات 11 سبتمبر.
في يوم 15 سبتمبر 2001، قُتل وقار حسان (مهاجر باكستاني يبلغ من العمر 46 عاما) داخل محل بقالة. بعدها بستة أيام دخل سترومان إلى أحد المتاجر حاملا معه بندقية. بويان الذي كان يعمل في المحل إعتقد أن سترومان سيسرقه فقام بجمع الأموال وتسليمها له. ومع اقترابه من العداد سئله سترومان «من أين أنت؟» وقبل أن يجيبه بويان قام سترومان بإطلاق النار عليه في وجهه. ركض بويان إلى صالون الحلاقة المجاور وإتصل رجل في المحل بالإسعاف.

## ما بعد الحادثة
بينما كانت الشرطة تحقق في عملية إطلاق النار، قٌتل فاسوديف باتيل (مهاجر هندي) في مدينة مسكيت بتاريخ 4 أكتوبر 2001. سرعان ما تم إلقاء القبض على سترومان وزج به إلى السجن، سترومان دعا محطات التلفزة من زنزانته ليبين لهم أنه كان وطنيا لقتله الرجل. وأرسل رسالة من السجن إلى صديقه في عام 2002 قائلا فيها أن ما فعله كان انتقاما.
أمسى بويان بلا مال وغارقا في الديون، قال: «توجب علي إجراء عدة عمليات جراحية وأخيرا تمكن الطبيب من إنقاذ عيني، ولكنني فقدت البصر منها وما زلت أحمل أكثر من 35 قطبة على الجهة اليمنى من وجهي». وتابع قائلا: «عندما ألمس وجهي أو جمجمتي أستطيع أن أشعر أنها مليئة بالمطبات. إستغرق الأمر سنوات عديدة لإجراء كل هذه العمليات الجراحية المؤلمة واحدة تلو الأخرى».
رغم هذه الصعوبات، عفى بويان عن سترومان وعمل على منع إعدامه. قرر سترومان بعدها مراجعة أفكاره، وفي مقابلة مع صحيفة نيويورك تايمز قال: «لدي المجتمع الإسلامي يدعمني بقيادة رجل واحد رائع يدعى رايس بويان، وهو أحد الناجين من كراهيتي. إيمانه العميق منحه القوة لمسامحة ما لايمكن مسامحته... هذا حقا ملهم بالنسبة لي، وينبغي أن يكون مثالا لنا جميعا. على الكراهية أن تتوقف، نحن كلنا في هذا العالم معا».
قبل ساعات من إعدامه، تحدث بويان مع سترومان عبر الهاتف لأول مرة منذ الحادثة. قال له بويان: «أنا أسامحك ولا أكرهك». ورد عليه سترومان قائلا: «شكرا لك من أعماق قلبي! أنا أحبك يا أخي... لقد أثرت في. لم أتوقع هذا أبدا.» رد بويان قائلا: «وأنت أثرت في أيضا».
في يوم 20 يوليو 2011 أعدم سترومان. وفي وقت سابق من ذلك اليوم كان محامو بويان قد خسروا الإستئناف الأخير في المحكمة الفدرالية لمنع إعدام سترومان.